# Jižní Kasai
Jižní Kasai neboli Důlní stát Jižní Kasai (domorodý název État minier du Sud-Kasaï) byl odtržený region Konga a de facto samostatný stát v letech 1960-61. Dnešní název této části země je Kasai Oriental. Název oblasti je odvozen od řeky Kasai, protékající Demokratickou republikou Kongo a Angolou.

## Vznik
Jižní část provincie Kasai získala faktickou nezávislost za podobných okolností jako sousední Katanga, příčinou byl politický chaos v době dekolonizace Belgického Konga. Krátce před získáním samostatnosti na Belgii začaly tyto dvě provincie bojovat proti režimu.
14. června 1960, 16 dní před tím, než Kongo získalo nezávislost na Belgii, představitelé celé provincie Kasai deklarovali vlastní samostatnost a vyhlásili Federální stát Jižní Kasai. K odtržení vedly politické třenice mezi lídry centrální vlády a místními vůdci, které velmi sužovaly tento region. Také problémy na etnické bázi (mezi lidmi Luba a Bena Lulua, žijícími na tomto území) byly částečné odpovědné za oddělení Kasaie.
Nezávislost celé provincie se nepodařilo udržet, ale 8. srpna 1960 byl za neoficiální podpory Belgie (která tím sledovala vlastní ekonomické zájmy) vyhlášen 
 Důlní stát Jižní Kasai s hlavním městem Bakwanga. Prezidentem nově vzniklého státu byl jmenován Albert Kalonji a předsedou vlády se stal Joseph Ngalula.
Na shromáždění významných osobností regionu, které se konalo 12. dubna 1961, byl za panovníka (tzv. "mulopweoho") zvolen Kalonjiho otec, který však vzápětí abdikoval ve prospěch svého syna. Ten pak vládl pod jménem mulopwe Albert I. Kalonji.

## Zánik
Tehdejší předseda konžské vlády, Patrice Lumumba, musel čelit celostátní vzpouře armády a prozápadním povstáním v provinciích bohatých na nerostné suroviny – v Katanze a Jižním Kasaii. Lumumba byl vyzván k rychlému podmanění těchto odpadlých provincií. Nespokojen s reakcí OSN, požádal Lumumba o vojenskou pomoc Sovětský svaz, který pomohl s přepravou konžských jednotek na místo určení a ty tak přepadly Kasai. Tato krvavá akce měla za následek smrt tisíců domorodců kmene Baluba a útěk asi čtvrt milionu uprchlíků.
Lumumbovo rozhodnutí přijmout sovětskou pomoc rozhněvalo Spojené státy, které chtěly zničit jakékoli komunistické myšlenky v zemi a odstranit všechny levicově smýšlející politiky z regionu, proto finančně a prostřednictvím CIA podporovaly armádu vedenou Josephem Mobutem.
Jelikož Mobutu věděl o Lumumbově schopnosti mobilizovat masy, nechal ho zatknout a přepravit do provincie Katanga, kde byl 17. ledna 1961 popraven. Vše se dělo za asistence katangských jednotek podporovaných belgickou i americkou vládou. Důvodem podpory byla v případě Belgie touha po právech k těžbě mědi a diamantů v Katanze a Jižním Kasaii.
Po krvavých čtyřech měsících, během nichž bylo zmasakrováno několik tisíc obyvatel, si jednotky ústřední konžské armády znovupodrobily region a 30. prosince 1961 Kalonjiho zatkly, čímž ukončily samostatnost Jižního Kasaie.
Kalonji sice z vězení utekl a snažil se opětovně ujmout vlády, jeho snaha však byla zmařena již za méně než měsíc.

## Rozdělení
Pod následným režimem diktátora Mobutu Sese Seka byl Jižní Kasai rozdělený do dvou částí - Východního a Západního. Většina území byla alokována do Kasaie Oriental (Východní Kasai), zatímco zbytek historického Kasaie byl přejmenován na Kasai-Occidental (Západní Kasai). Mobuteho očividnou snahou bylo zamezení případných separatistických snah a aktivit v budoucnu.

Provincie Kasai-Oriental (dřívější Jižní Kasai), s hlavním městem Mbuji Mayi (bývalé město Bakwanga), je diamantovým centrem Demokratické Republiky Kongo a je lokalizovaná v jihocentrální části země. V regionu se střídají dvě klimatická období – období sucha a období dešťů. Jazyk obyvatel z této části země, Ciluba (Tshiluba), je jedním ze čtyř národních jazyků země. Obyvatelé mají hluboce zakořeněný smysl sounáležitosti.
V roce 2006 bylo novou ústavou stanoveno, že region Kasai bude přerozdělen do 5 provincií:
Kasai oriental, Lomami, Sankuru (tyto tři patří ke Kasai-Oriental), Kasai a Lulua (patřící ke Kasai Occidental).

## Vlajka Jižního Kasaie

Vlajka Jižního Kasaie

Vlajka Jižního Kasaie byla horizontálně červeno-zelená (či zeleno-červená) s velkým žlutým „V“. Toto žluté písmeno V značilo vítězství. Tato vlajka byla užívána přibližně v letech 1960 až 1962.